# Heleno (cantante)
Miguel Ángel Espinosa conocido artísticamente con el seudónimo de Heleno (Buenos Aires, 7 de diciembre de 1941-Buenos Aires, 16 de septiembre de 2024) fue un cantante y compositor argentino.

## Biografía y carrera

### Inicios
Nacido en 1941, en la ciudad de Buenos Aires, creció entre los barrios porteños de Floresta y Villa Luro. Su primera pasión fue el fútbol, pero todo cambió cuando descubrió la guitarra y al cantante estadounidense Ricky Nelson.
Comenzó a tocar en bares y clubes nocturnos de la ciudad, que se convirtieron en su escenario. Sus rasgos adultos y su físico imponente (medía alrededor de 1.80 metros) le abrían las puertas que su edad cerraba. 
Comenzó su carrera como cantante a los 15 años con la banda de rock Los “Baby Rockers”, con la que ofrecía presentaciones en el Club Terremoto de Villa Luro.

### Solista
Más tarde como solista, bajo los nombres de Darío Coti y Cristian, comenzó a labrar su camino en las sombras de la noche porteña. 
Fueron doce años de sacrificio, de noches interminables entre luces y humo, buscando su verdadero lugar en el escenario. La gloria no llegaba, pero Heleno nunca dejó de cantar.

### Fama
Casi diez años tuvieron que pasar hasta que una noche la fortuna se dio cita en un bar del centro. Cantando con su guitarra se acertaron a escucharlo unos periodistas que de casualidad habían pasado por el lugar. Entre ellos estaba Leo Vanés, famoso cronista de espectáculos y chimentos que tenía ciertas conexiones con las casas discográficas. Los periodistas quedaron encantados con esa voz y se ofrecieron a concertarle una entrevista con un directivo de la compañía RCA. Misma discográfica donde por entonces grababan sus discos artistas como Palito Ortega, Donald, el dúo Bárbara y Dick o Los Iracundos. Además los periodistas Luis Pedro Toni y Coco D’ Agostino difundieron un tema suyo en el famoso programa de televisión de la época, Radiolandia, programa que conducía Lucho Aviles en 1971.
Tras un paso por clubes y escenarios más importantes de la Ciudad de Buenos Aires y del conurbano bonaerense, sus canciones empezaron a sonar en las radios y así se hizo más conocido.
La fama le llegó en 1971. Ese año «La chica de la boutique» marcó un hito: vendió más de 400 000 copias en todo el país. Heleno obtuvo su primer disco de oro y encabezó los rankings durante semanas.  
Luego tuvo otros éxitos como «Niña, mujer» y «En un micro»; y en 1973, Heleno presentó «No son palabritas». Fue otro hit que vendió 120 000 copias en Argentina y transcendió las fronteras: en México venedió otras 200 000 y en el resto de América Latina, 400 000 copias. El tema fue traducido y grabada en portugués, francés y alemán. Así Heleno logró conquistar otros mercados. A través de los años, Heleno obtuvo nueve Discos de Oro.

### Fallecimiento
En 2012, mientras actuaba en Rosario, sufrió un ACV que lo dejó internado en el Sanatorio Delta de esa ciudad.
Falleció el 16 de septiembre de 2024 a causa de un nuevo y fatal ACV. Sus restos descansan en el panteón de los artistas en el Cementerio de la Chacarita.

## Discografía
Actualizado a la última publicación en Discogs.com
Álbumes
- La Chica de la Boutique (RCA Victor, 1971)  (LP, Álbum, Mono)     Argentina
- La Chica de la Boutique (RCA, 1971)         (LP, Álbum, Stereo)   EE. UU.
- La Chica de la Boutique (RCA, 1971)         (LP, Álbum, Stereo)   Colombia
- La Chica de la Boutique (RCA, 1971)         (LP, Álbum, Mono)     Puerto Rico

- Heleno (RCA Victor, 1973)                            (LP, Álbum)                       Argentina
- Heleno (Arcano Records, 1973)                        (LP, Álbum, Stereo, Dynaflex)     EE. UU.
- Heleno (RCA, 1973)                                   (LP, Álbum, Stereo)               El Salvador
- Heleno (RCA, 1973)                                   (LP, Álbum)                       Colombia

- No son Palabritas (RCA Victor, 1973)                 (LP, Álbum)                       Colombia
- No son Palabritas (RCA Victor, 1973)                 (LP)                              Colombia
- No son Palabritas (RCA, 1973)                        (LP, Álbum)                       Venezuela
- No son Palabritas (RCA Victor, 1977)                 (LP, Álbum)                       Ecuador
- No son Palabritas (RCA Camden, 1977)                 (LP, Álbum)                       Perú

- Heleno (Arcano Records, 1974)                        (LP, Álbum)                       Argentina
- Heleno (RCA Victor, 1974)                            (LP, Álbum)                       Argentina

- Não São Palavras Lindas (RCA Victor, 1974)           (LP, Álbum, Stereo)               Brasil
- Não São Palavras Lindas (RCA, 1974)                  (LP, Álbum)                       Mozambique

- Quédate Conmigo, No Te Vayas (RCA Victor, 1975)      (LP, Álbum)                       Argentina
- Quédate Conmigo, No Te Vayas (Arcano Records, 1975)  (LP, Álbum, Stereo)               EE. UU.
- Quédate Conmigo, No Te Vayas (RCA Victor, 1976)      (LP, Álbum, Stereo)               Colombia

- …Aquí (Helix, 1981)                                  (LP, Álbum)                       México

- Porqué Me Gusta Tu Compañía (Microfón/MICSA, 1983)   (LP, Álbum)                       Argentina